# Římskokatolická farnost Úsov
Římskokatolická farnost Úsov je územní společenství římských katolíků v děkanátu Zábřeh s farním kostelem svatého Jiljí.

## Historie farnosti
Již ve 14. století byla v Úsově mýtná stanice a pod hradem vzniklo městečko s kostelem sv. Jiljí. Současný kostel byl postaven roku 1726 na místě původního chrámu.

## Duchovní správci
Administrátorem excurrendo byl k prosinci 2016 R. D. Mgr. Ing. Petr Šimara. Toho od července 2017 vystřídal R. D. Mgr. Petr Souček.

## Bohoslužby
| Kostel           | Místo  | Bohoslužba (den)    | Hodina                                   | Poznámka        |
| ---------------- | ------ | ------------------- | ---------------------------------------- | --------------- |
| svatého Mikuláše | Police | sobota 1x za 14 dní | 16.00 v zimě 16.30 v létě                | filiální kostel |
| svatého Jiljí    | Úsov   | neděle středa       | 8.00 16.00 (zimní čas)/16.30 (letní čas) | farní kostel    |

## Aktivity farnosti
Každoročně se ve farnosti koná tříkrálová sbírka, v roce 2016 se při ní vybralo v Úsově 19 003 korun.
Pro farnost, stejně jako další farnosti děkanátu Zábřeh vychází každý týden Farní informace.
V květnu 2017 převzali tři farníci ocenění za nezištnou pomoc ve své farnosti – děkovné uznání a medaili sv. Jana Sarkandera. 